# Argomenti

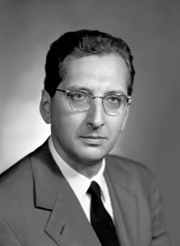
Cesare Luporini

Argomenti è stata una rivista letteraria mensile fondata Firenze nel 1941, diretta da Alberto Carocci e Raffaello Ramat, che cessò le pubblicazioni dopo il nono numero, nello stesso anno d'esordio. 
La chiusura avvenne per decreto del Ministero della cultura popolare, allora diretto da Alessandro Pavolini, che aveva ritenuto oltraggiose le allusioni e i sottintesi di vari articoli, tra cui Esistenza di Cesare Luporini.
La rivista, il cui primo numero uscì nel marzo 1941, stampato nella tipografia fiorentina dei Fratelli Parenti, nacque dalle precedenti esperienze di Solaria (1926-36) e La riforma letteraria (1936-39), periodici che lo stesso Carocci aveva diretto. Argomenti si proponeva di dar voce a una critica al regime fascista, sia pure espressa, come obbligavano i tempi, in modo velato e indiretto e, a volte, celando gli autori dietro pseudonimi e sigle.
Tra i principali collaboratori, di orientamento liberal socialista e antifascista, oltre al già citato Luporini, troviamo gli storici Giorgio Spini e Mario Vinciguerra, l'archeologo e storico dell'arte Ranuccio Bianchi Bandinelli, gli scrittori Mario Soldati, Giacomo Debenedetti e Arturo Loria, i filosofi Eugenio Garin e Guido Calogero.
Nel 1953, Carocci insieme con Alberto Moravia, fondò il trimestrale Nuovi Argomenti che, fin dal titolo, volle richiamarsi alla precedente esperienza del 1941.